# Jorge Benegas
Adolfo Jorge Benegas (ur. 30 listopada 1922, zm. 26 sierpnia 2020) – piłkarz argentyński, pomocnik.
W klubie San Lorenzo de Almagro Benegas grał od 1947 roku – zadebiutował 10 sierpnia w meczu przeciwko Newell's Old Boys Rosario. W San Lorenzo grał do 1949 roku, po czym, jak większość w tym okresie piłkarzy z Argentyny i Urugwaju, wyemigrował do Kolumbii. Tam wspólnie z Alfredo Di Stéfano grał w barwach klubu Millonarios FC, z którym dwukrotnie zdobył tytuł mistrza Kolumbii – w 1952 i 1953 roku. W 1952 roku Benegas zagrał w słynnym meczu, w którym Millonarios na Estadio Chamartín w Madrycie pokonał 4:2 Real Madryt. Do ojczyzny powrócił w 1955 roku, by znów grać w barwach San Lorenzo.
Benegas wziął udział w turnieju Copa del Atlántico 1956, gdzie Argentyna zajęła drugie miejsce. Zagrał tylko w meczu z Urugwajem, gdzie w drugiej połowie zastąpił go Néstor Raúl Rossi. Miesiąc później wziął udział w wygranym przez Argentynę turnieju Copa Chevallier Boutell 1956.
W następnym roku jako piłkarz klubu San Lorenzo wziął udział w turnieju Copa América 1957, gdzie Argentyna zdobyła tytuł mistrza Ameryki Południowej. Benegas zagrał tylko w meczu z Kolumbią, gdzie w 65 minucie zastąpił na boisku Ángela Schadleina.
Po mistrzostwach kontynentu zakończył grę w San Lorenzo, w którym rozegrał łącznie 115 meczów i przeszedł do klubu CA Huracán.